# Green Mountain Boys
The Green Mountain Boys — гражданское ополчение, впервые организованное в 1770 году на территории между Британскими провинциями Нью-Йорк и Нью-Гэмпшир, известной как Нью-Гэмпширские земельные участки, а с 1777 года — как Республика Вермонт. Находясь под командованием Итана Аллена и членов его семьи, ополчение сыграло ключевую роль в недопущении захвата территории провинцией Нью-Йорк, де-юре обладавшей правами на неё.
Члены ополчения внесли вклад в победу в Войне за независимость, включая в первую очередь Захват форта Тикондерога на реке Шамплейн 10 мая 1775 года; они также участвовали в Вторжении в Канаду. В начале июня 1775 Итан Ален со своим подчинённым Сетом Уорнером убедили Континентальный конгресс в необходимости создания полка рейнджеров Континентальной армии из бойцов Нью-Гэмпширских земельных участков. Из-за отсутствия средств, Конгресс принял решение обязать Нью-Йоркский провинциальный Конгресс финансировать полк Аллена.
The Green Mountain Boys были расформированы больше чем через год после объявления Вермонтом независимости от Великобритании. Республика Вермонт просуществовала 14 лет, после чего стала четырнадцатым штатом Соединённых Штатов Америки.
Остатки ополчения по большей части были восстановлены как Green Mountain Continental Rangers, командование над которыми на себя принял Сет Уорнер. При нём полк принял участие в сражении при Хаббардтоне и в сражении при Беннингтоне, после чего был вновь расформирован в 1779 году.
Впоследствии The Green Mountain Boys были также мобилизованы для участия в Англо-американской войне, Гражданской войне, Испано-американской войне, войнах во Вьетнаме, Афганистане и Ираке. В наши дни под этим названием понимается Национальная гвардия Вермонта.

## История
Изначально милиция была организована на территории нынешнего юго-западного Вермонта в десятилетие, предшествовавшее Войне за независимость; она состояла из поселенцев и спекулянтов земляными участками, владевшими территорией между реками Коннектикут и Шамплейн, называвшейся Нью-Гэмпширские земельные участки (сейчас — штат Вермонт). Решением Британской короны контроль территории был передан провинции Нью-Йорк, власти которого не следовали местным городским уставам и не уважали права собственности владельцев. Большинство поселенцев скудно заселённого фронтира не признали власть Нью-Йорка.
Несколько сотен членов милиции фактически взяли под свой контроль территорию земельных участков. Ополчением командовали Итан Аллен, его брат Ира и прочие члены их семьи. Управление войсками осуществлялось из Таверны Катамаунт в городе Беннингтон. К 1770-м гг. Green Mountain Boys стали de facto правительством и армией, управлявшей северной частью Провинции Нью-Йорк. Провинция имела ордеры на арест лидеров сопротивления, но не имела возможности применить их. Нью-Йоркские межеватели и прочие общественные служащие, пытавшиеся исполнять свои обязанности на землях ополчения подвергались избиениям. В то же время, Нью-Йорк стремился вернуть территорию под свой контроль. Во время инцидента, известного как Вестминстерская бойня, противники Нью-Йорка захватили здание суда в городе Вестминстер (Вермонт) с целью помешать Нью-Йоркскому судье провести процесс, в результате чего двое мужчин были убиты в последовавшей стычке. После этого Итан Аллен с частью ополченцев отправился в Вестминстер, где созвал конвенцию о независимости территории от провинции Нью-Йорк.
В 1775 году, после начала Войны за независимость, Итан Аллен, возглавлявший ополчение, совместно с генерал-майором Бенедиктом Арнольдом захватили несколько стратегически важных британских военных постов, таких как форт Тикондерога, форт Джордж и форт Краун-Поинт.

### Примечательные члены
- Итан Аллен
- Мозес Робинсон
- Ира Аллен[англ.][7]
- Сет Уорнер[англ.]